# Xã Hardin, Quận Webster, Iowa
Xã Hardin (tiếng Anh: Hardin Township) là một xã thuộc quận Webster, tiểu bang Iowa, Hoa Kỳ. Năm 2010, dân số của xã này là 140 người.